# Eduardo López Palop
Eduardo López Palop (Enguera, 7 de abril de 1890-Madrid, 4 de enero de 1972) fue un abogado, notario y escritor español. 

## Biografía
Cursó estudios de Derecho en la Universidad de Madrid, donde se licenció con premio extraordinario. Ganó por oposición las plazas de registrador de la propiedad y notario. De 1931 a 1945 desempeñó el cargo de decano del Colegio Notarial de Madrid, y desde 1945 a 1951 fue director general de Registros y del Notariado Español. Desde 1962 fue consejero del Reino. Tiene publicados varios libros sobre la especialidad, entre los que cabe citar Sustituciones de derecho notarial y Derecho hipotecario. Entre sus trabajos destacan El arrendamiento de fincas rústicas en nuestra legislación (1942), La donación remuneratoria y el artículo 622 del Código Civil (1945), y Resumen del ciclo de cien años de Ley Hipotecaria. La España jurídica de 1961 (1961).
Su nieto, Eduardo López-Palop, es magistrado e instructor del caso Madrid Arena.